# Le Pontet, Vaucluse
Le Pontet là một xã trong tỉnh Vaucluse thuộc vùng Provence-Alpes-Côte d’Azur ở đông nam nước Pháp. Xã này nằm ở khu vực có độ cao trung bình 16-30 mét trên mực nước biển.